# The Inner Mounting Flame
The Inner Mounting Flame é o primeiro álbum de estúdio da banda estadunidense Mahavishnu Orchestra, lançado em 1971.

## Faixas
Todas as faixas foram compostas por John McLaughlin.
1. "Meeting of the Spirits" – 6:52
2. "Dawn" – 5:18
3. "Noonward Race" – 6:28
4. "A Lotus on Irish Streams" – 5:39
5. "Vital Transformation" – 6:16
6. "The Dance of Maya" – 7:17
7. "You Know You Know" – 5:07
8. "Awakening" – 3:32

## Pessoal
- John McLaughlin: guitarra
- Rick Laird: baixo
- Billy Cobham: bateria, percussão
- Jan Hammer: teclado, órgão
- Jerry Goodman: violino
- Don Puluse: engenheiro

## Listas
| Críticas profissionais | Críticas profissionais |
| Avaliações da crítica  | Avaliações da crítica  |
| Fonte                  | Avaliação              |
| ---------------------- | ---------------------- |
| All Music Guide        | [ 1 ]                  |
| Robert Christgau       | A                      |

Álbum
Billboard (América do Norte)
| Ano  | Lista          | Posição |
| ---- | -------------- | ------- |
| 1972 | Álbuns de jazz | 11      |
| 1972 | Álbuns pop     | 89      |